# یواس‌اس کلیماکس (ای‌ام-۱۶۱)
یواس‌اس کلیماکس (ای‌ام-۱۶۱) (به انگلیسی: USS Climax (AM-161)) یک کشتی بود که طول آن ۱۸۴ فوت ۶ اینچ (۵۶٫۲۴ متر) بود. این کشتی در سال ۱۹۴۳ ساخته شد.